# Teräsbetoni
Teräsbetoni — фінський хеві-метал-гурт, що заснована в Тампере у 2002 році. В перекладі з фінської, назва гурту означає «залізобетон». Дебютний альбом Metallitotuus вийшов у 2005 році. Стиль гурту багато чим нагадує ранній Manowar, самі музиканти визначають його як «Тамперський бойовий метал».
Соліст гурту, Яркко Ахола, раніше співав в гурті Dreamtale.
Гурт представляв Фінляндію на конкурсі «Євробачення» у 2008 році з піснею «Missä miehet ratsastaa».

## Склад
- Яркко Ахола — вокал, бас-гітара
- Арто Ярвінен — вокал, гітара
- Вільо Рантанен — гітара
- Ярі Куокканен — ударні

## Дискографія

### Альбоми
- Metallitotuus (2005)
- Vaadimme metallia (2006)
- Myrskyntuoja (2008)
- Maailma tarvitsee sankareita (2010)

### Сингли
- Taivas lyö tulta (2005)
- Orjatar (2005)
- Vahva kuin metalli (2005)
- Metallisydän (2005; продавався суто через Інтернет)
- Älä mene metsään (2006)
- Viimeinen tuoppi (2006)
- Missä miehet ratsastaa (2008)